# De motu animalium
Il De motu animalium è un trattato sulla fisiologia animale di Giovanni Alfonso Borelli, pubblicata postuma a Roma nel 1680.
L'opera è inserita all'interno di un movimento finalizzato alla ricerca fisiologica chiamato iatromeccanica. Questo movimento postula l'applicazione delle leggi fisiche per l'interpretazione di particolari fenomeni. Borelli, grazie al De motu animalium, viene considerato il fondatore della fisiologia muscolare su basi meccanicistiche.

## Contenuto

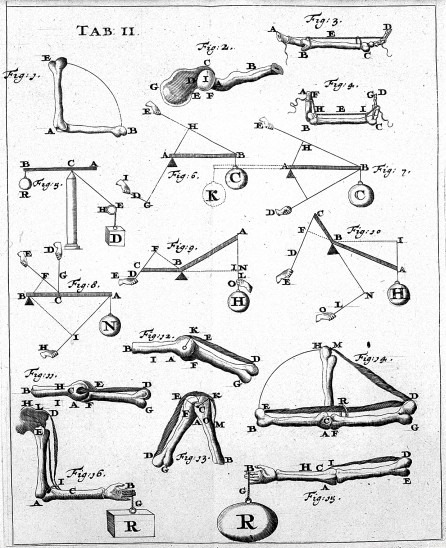
Illustrazione dal De moto animalium con cui Borelli equipara l'organismo umano ad un assemblaggio di parti meccaniche, perfettamente quantificabili e misurabili

Il De motu animalium si divide in due parti. Nella prima parte Borelli si sofferma sulla macroscopia dei muscoli e sullo studio meccanico del loro funzionamento, il motus externis. Successivamente nella seconda parte dell'opera egli afferma che è l'anima la causa effettiva dei movimenti animali. I muscoli sono gli organi del movimento, cioè le macchine per mezzo delle quali la facoltà motrice dell'anima mette in movimento le articolazioni e le varie parti dell'animale.

### I muscoli
Borelli afferma che i muscoli sono formati da tendini, carne, vene, arterie e nervi. Dentro una membrana sono contenuti più fasci dalla forma di prismi triangolari, quadrangolari, esagonali. Ogni fascio a sua volta è costituito da fibrille, le quali sono tenute insieme da una specie di sostanza gelatinosa (da notare la precisione con la quale è stata eseguita l'osservazione e quindi la descrizione).
Borelli studia sulla base di concetti meccanici, i movimenti delle articolazioni e poi cerca di quantificare la forza e la resistenza dei muscoli. A tal fine considera l'importanza del punto di inserzione del muscolo e calcola la potenza motrice che può esercitare. Questi concetti borelliani vengono accettati integralmente anche dal matematico Johann Bernoulli. Occupandosi della posizione statica, Borelli, come riferisce Giovanni Battista Morgagni nel suo Opuscola Miscellanea, ebbe il merito di aver individuato, in corrispondenza dell'Osso iliaco, il centro di massa dell'uomo. Sempre occupandosi della posizione statica, Borelli asserisce che le ossa dell'uomo funzionano come leve, le quali, per il fatto di essere collegate le une alle altre, formano delle colonne che sono in grado di mantenere in equilibrio il peso del corpo, senza l'intervento dei muscoli, fino a quando però il centro di massa cade dentro la base d'appoggio. Infine conclude questa prima parte occupandosi della deambulazione dell'uomo, dell'incedere del quadrupede, della tecnica del salto e particolarmente del volo degli uccelli e del nuoto dei pesci.

Nella seconda parte dell'opera Borelli prende in considerazione problemi di maggior interesse fisiologico, tra cui:
- La causa effettiva del movimento muscolare;
- La circolazione del sangue;
- La meccanica cardiaca;

## Il movimento muscolare
Sia Del Gaizo che Barbensi non si erano soffermati molto su questo aspetto; solo Franceschini nota esplicitamente:
(P. Franceschini)
Secondo Borelli la causa primitiva del movimento degli animali è l'anima. Morto l'animale, l'anima non è più operante e l'organismo resta inerte e immobile. In generale le idee di Borelli erano incentrate nel pensare la vita relazionale come subordinata a quella psichica e nello stesso tempo è indicato un processo specifico che trasforma l'atto mentale in volontà, e successivamente in movimento. Per chiarire il meccanismo di questo processo specifico, Borelli richiama Aristotele. Prende in considerazione questo ultimo al fine di mettere in evidenza l'anima in similitudine con ciò che Aristotele chiamava spirito. Quindi i muscoli, secondo la visione filosofica di Borelli, sono macchine che per muoversi hanno bisogno di un mezzo; questo mezzo parte dalla facoltà locomotrice dell'anima che raggiunge il muscolo, attraverso i nervi, comandando la capacità di contrazione e di rilassamento. Il tutto viene dimostrato con semplici esperimenti: tagliando trasversalmente un muscolo, questo perde la facoltà di contrarsi, mentre l'articolazione rimane mobile; ciò vuol dire che per Borelli il muscolo agisce come un braccio di leva applicato sull'articolazione e che il movimento non è legato all'articolazione stessa. Successivamente Borelli, dopo aver espresso la sua teoria sulla contrazione dei muscoli, si impegna a confutare ogni ipotesi sul movimento muscolare, dimostrando con argomentazioni sperimentali la loro insostenibilità.

Le teorie che Borelli ha confutato sono: 
1. Il movimento muscolare è dato da una naturale facoltà incorporea;
2. Il movimento dipende da umori o del sangue che penetra nelle porosità dei muscoli;
3. La contrazione avviene per la violenza del sangue spinto nel cuore.

## La circolazione del sangue
Chiarito il movimento dei muscoli, Borelli si occupa del movimento del sangue. Egli osserva che il cuore non agisce con continuità, tuttavia è convinto che il sangue circoli continuamente nel corpo dell'animale senza pause tra una pulsazione e l'altra. Per Borelli il sangue non può passare direttamente dalle arterie nelle venule sia perché non ci sono anastomosi, sia perché l'impulso cardiaco a quel livello è molto debole.

La spiegazione che escogita è meccanica, affermando infatti che il sangue passa dalle arterie nelle vene allo stesso modo con cui le spugne, i filtri e le corde si imbevono quando sono immersi in acqua. Per quanto riguarda il ritorno venoso al cuore è possibile, secondo Borelli, grazie all'azione delle fibre circolari delle vene, all'azione di comprensione dei muscoli e alla presenza di valvole venose che impediscono il reflusso.

## La meccanica del cuore
Al fine di spiegare come il cuore potesse espellere il sangue durante la sistole, Borelli afferma che le fibre cardiache esplicano la loro azione, non accorciandosi ma resistendo alla dilatazione.
Esattamente come già aveva fatto con altri muscoli, Borelli calcola la forza che il cuore esercita durante la contrazione. Ricorrendo a degli artifici conclude che questa forza è equivalente a 3000 libbre. Anche se questo valore potrebbe non corrispondere alla realtà, quello che è importante sottolineare è il metodo con il quale esamina il problema. Per il fatto di aver considerato nell'impostazione del lavoro sia la velocità che la massa di sangue in movimento, Borelli ha ragione di essere considerato come il padre della fisiologia moderna.
Per quanto riguarda la causa della contrazione cardiaca Borelli afferma che il cuore, anche se non è soggetto all'azione della volontà, si contrae come tutti gli altri muscoli per la fermentatio e la ebullitio che si determina al momento del contatto tra il succo nervoso e il sangue.

Non conoscendo l'innervazione da parte del sistema nervoso all'interno del cuore, Borelli da una spiegazione dell'automatismo cardiaco affermando che all'inizio gli stimoli vengono promossi dalla volontà, successivamente diventano automatici, esattamente come accade per altri movimenti, come quello delle palpebre ad esempio.

## Critica
Herman Boerhaave sosteneva che qualsiasi medico che non conoscesse il De motu animalium sarebbe stato destinato a brancolare tra le tenebre. Pietro Chirac, archiatra di Luigi XV di Francia e professore all'Università di Montpellier, ebbe in tal pregio l'opera di Borelli al punto da lasciare nel suo testamento dei fondi affinché in quella Università venisse istituita una cattedra per la lettura pubblica del De motu animalium. Il Del Gaizo, nella sua ricerca diretta in particolare sull'epistolario di Borelli, scrive:
(Del Gaizo)

L'accostamento che il Del Gaizo fa tra William Harvey e Borelli ha senz'altro un fondamento, infatti la dimostrazione della meccanica e della neurofisiologia muscolare di Borelli è compatibile, per validità di impostazione, alla teoria harveyana, in quanto entrambe con rigore metodologico sperimentale, giungono alla risoluzione di problemi fisiologici che per secoli avevano travagliato il pensiero medico. G. Barbensi, nel suo studio monografico, traccia un preciso profilo biografico di Borelli e in particolare precisa l'impostazione del De motu animalium scrivendo:
(G. Barbensi)
Adalberto Pazzini ha scritto:
(A. Pazzini)